# مسیله عبدی
مسیله عبدی، روستایی از توابع بخش کاکی شهرستان دشتی در استان بوشهر ایران است.

## جمعیت
این روستا در دهستان کاکی قرار دارد و براساس سرشماری مرکز آمار ایران در سال ۱۳۸۵، جمعیت آن زیر سه خانوار بوده‌است.